# Herminette

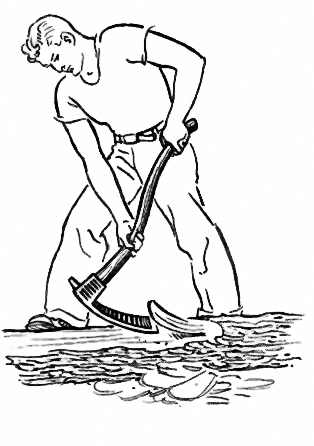
Écorçage d'un tronc à l'herminette.

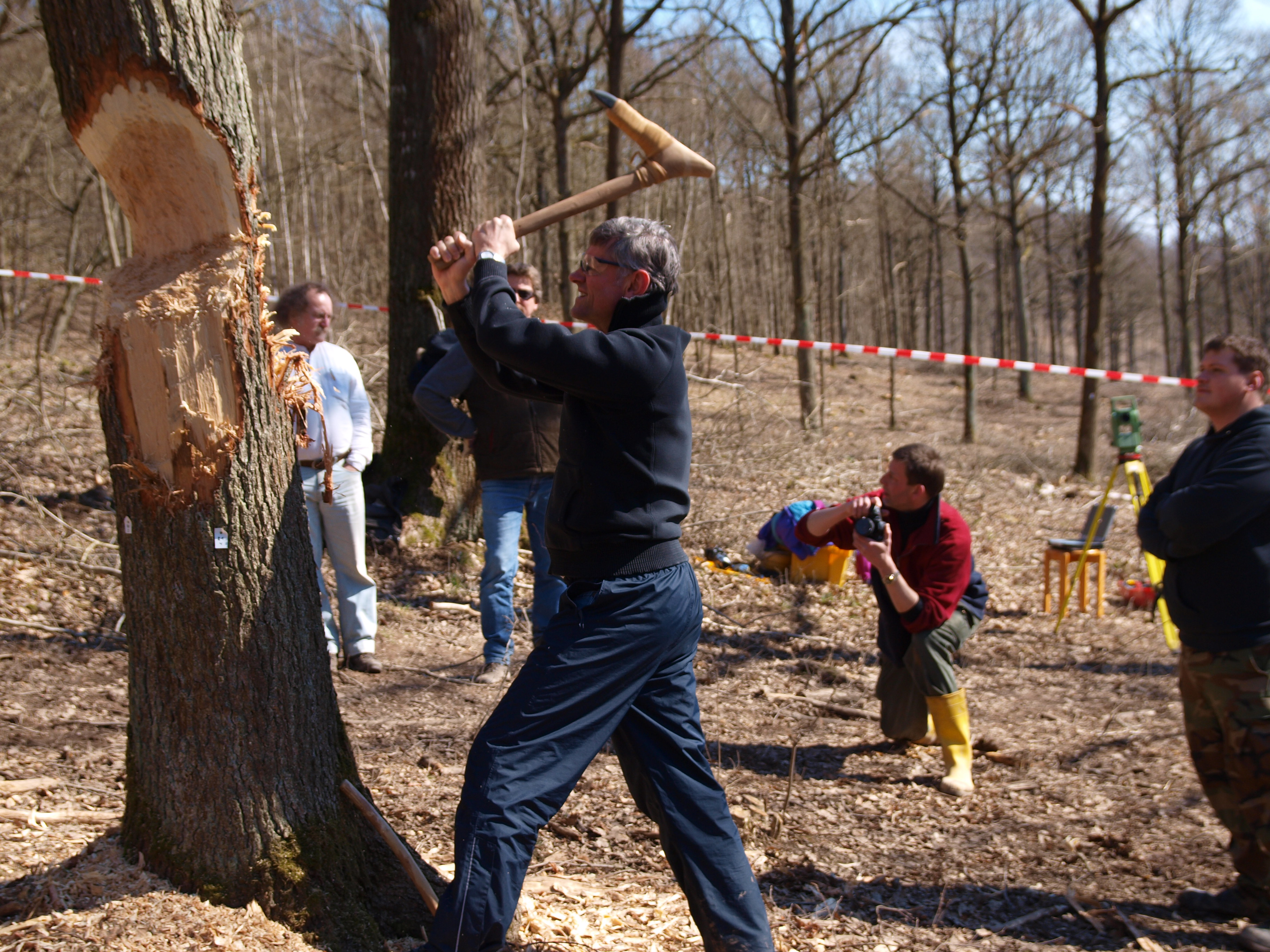
Abattage expérimental d'arbre avec une réplique d'herminette néolithique.

L'herminette (hermine + suffixe -ette, littéralement « petite hermine », le tranchant de cet outil étant courbé comme le museau de l'animal) est un outil de travail du bois.

## Description

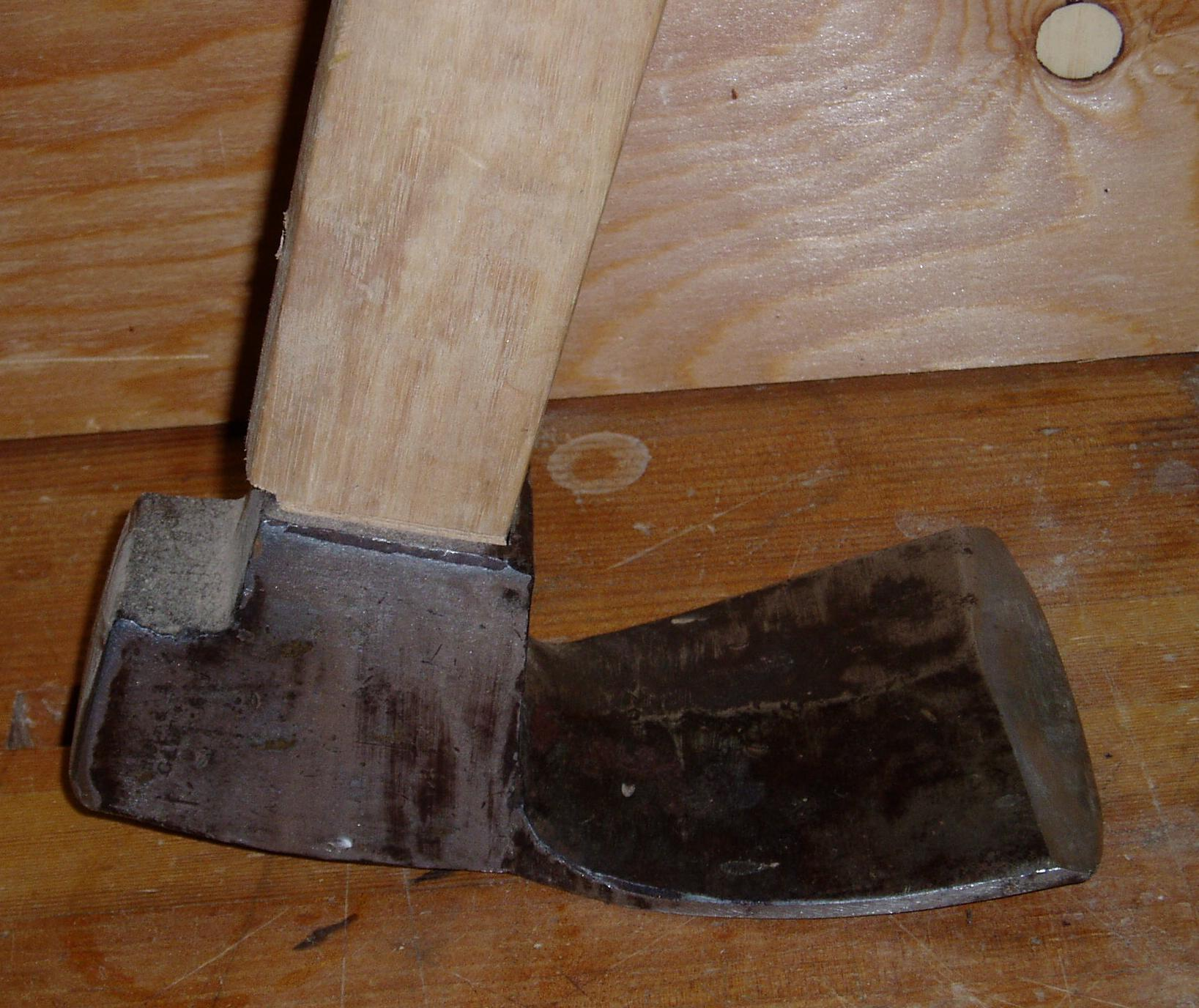
Herminette.

L'herminette est une sorte de hachette dont le plan du tranchant est perpendiculaire au manche, alors que le plan du tranchant de la hache est dans le même plan que le manche. Elle sert au dégrossissage des ouvrages sculptés, au dressage de la face supérieure des poutres posées au sol, au façonnage de formes galbées et au creusage. Afin d'avoir une meilleure ergonomie, le manche peut être cintré.
Cet outil était autrefois très utilisé par les charpentiers de marine et du bâtiment. Cet outil peut être utilisé par les tonneliers. En effet, le travail du bois est aussi essentiel dans ce métier. Si un novice l'utilise seulement pour dégrossir, un charpentier confirmé peut aller jusqu'à la finition. Certains l'utilisent même comme un rabot de finition.
L'herminette était aussi, jusqu'à la généralisation des traverses en béton, l'outil du cantonnier cheminot pour l'entretien des voies ferrées, pour ajuster soit directement le rail, soit une semelle support, sur le bois.
Il en existe de nombreux modèles, de différentes tailles et de formes variées. Les tonneliers ont des herminettes courbes, avec des manches très courts, pour creuser les douves des tonneaux.
L'essette est une sorte d'herminette à lame moins large et à manche court (30 cm). C'était un des outils du sabotier.

## Histoire
Les herminettes en pierre polie font partie des outils de la préhistoire. Elles sont progressivement remplacées par des herminettes en bronze et des haches polies, ces dernières possédant une efficacité et une durée de vie bien plus importantes. Elles sont alors un outil de coupe ainsi qu'un objet d'échange et un symbole de prestige.
Chez les pharaons, elle est l'instrument qui permet à Anubis l'opération rituelle de théurgie relative à l'ouverture de la bouche du défunt, celui-ci retrouvant ainsi les fonctions vitales indispensables pour vivre dans l'au-delà. L'herminette est ici le symbole de ce qui tranche pour conserver la vie, comme le ferait un bistouri.
Un hadîth rapporte que le prophète Abraham se serait circoncis à l'âge de 80 ans à l'aide de cet outil.
Bien qu'utilisant principalement des haches pour façonner les planches de leurs bateaux, les Vikings semblent s'être également servis d'herminettes, comme l'attestent certaines découvertes archéologiques.

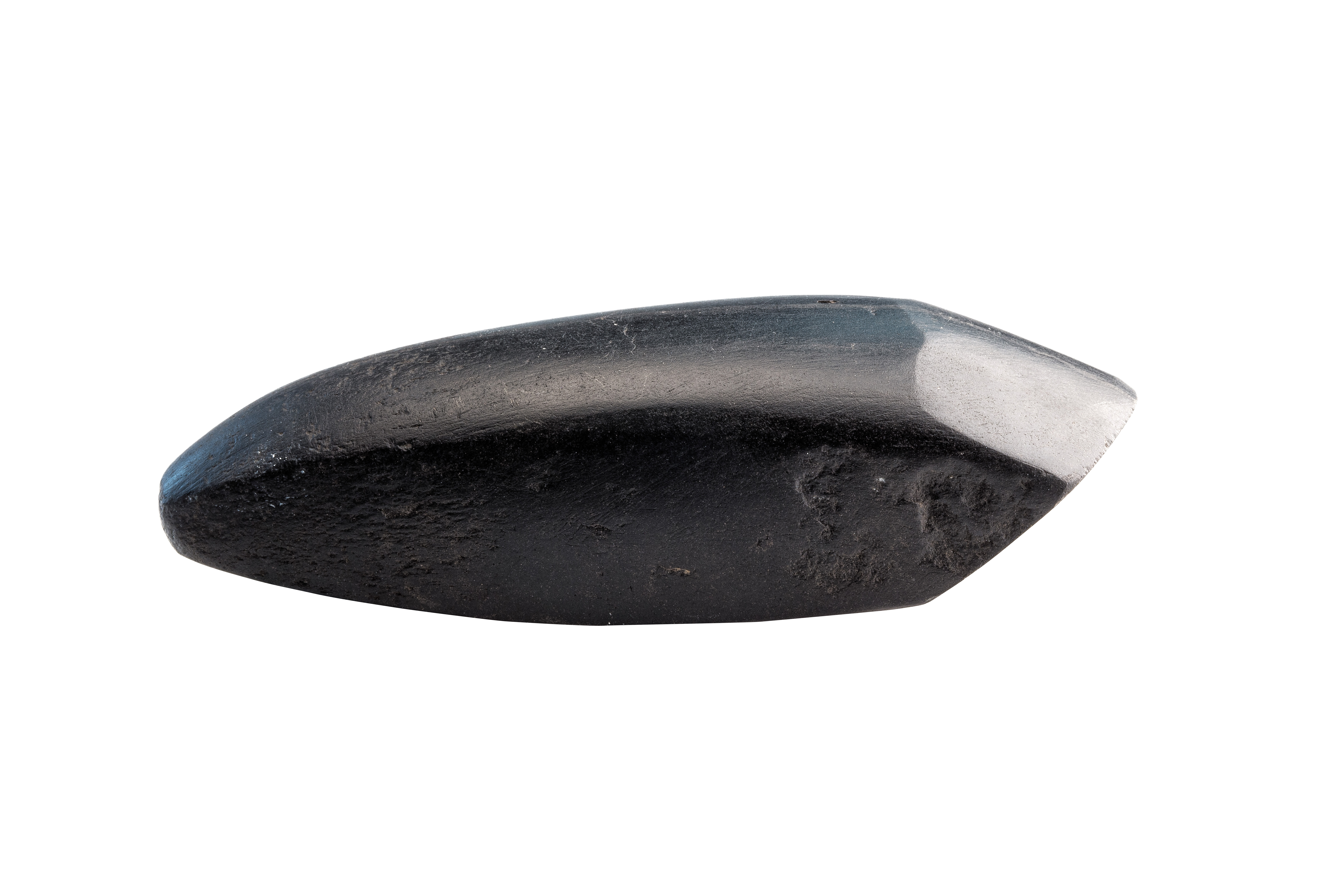
Herminette en phtanite, -5300 à -4800 av. J.-C., trouvée possiblement à Rosmeer (B), Musée gallo-romain, Tongres (Belgique).
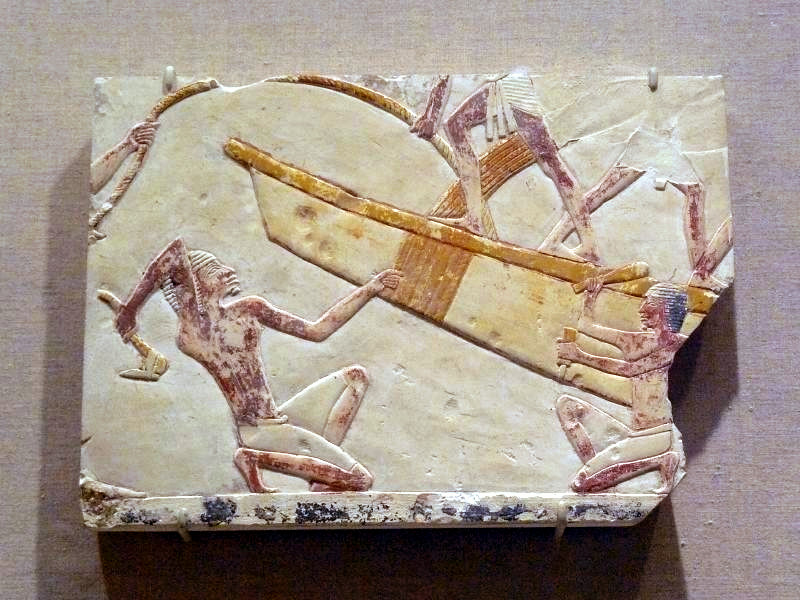
Construction d'un bateau égyptien (664-634), calcaire peint, musée de Brooklyn.
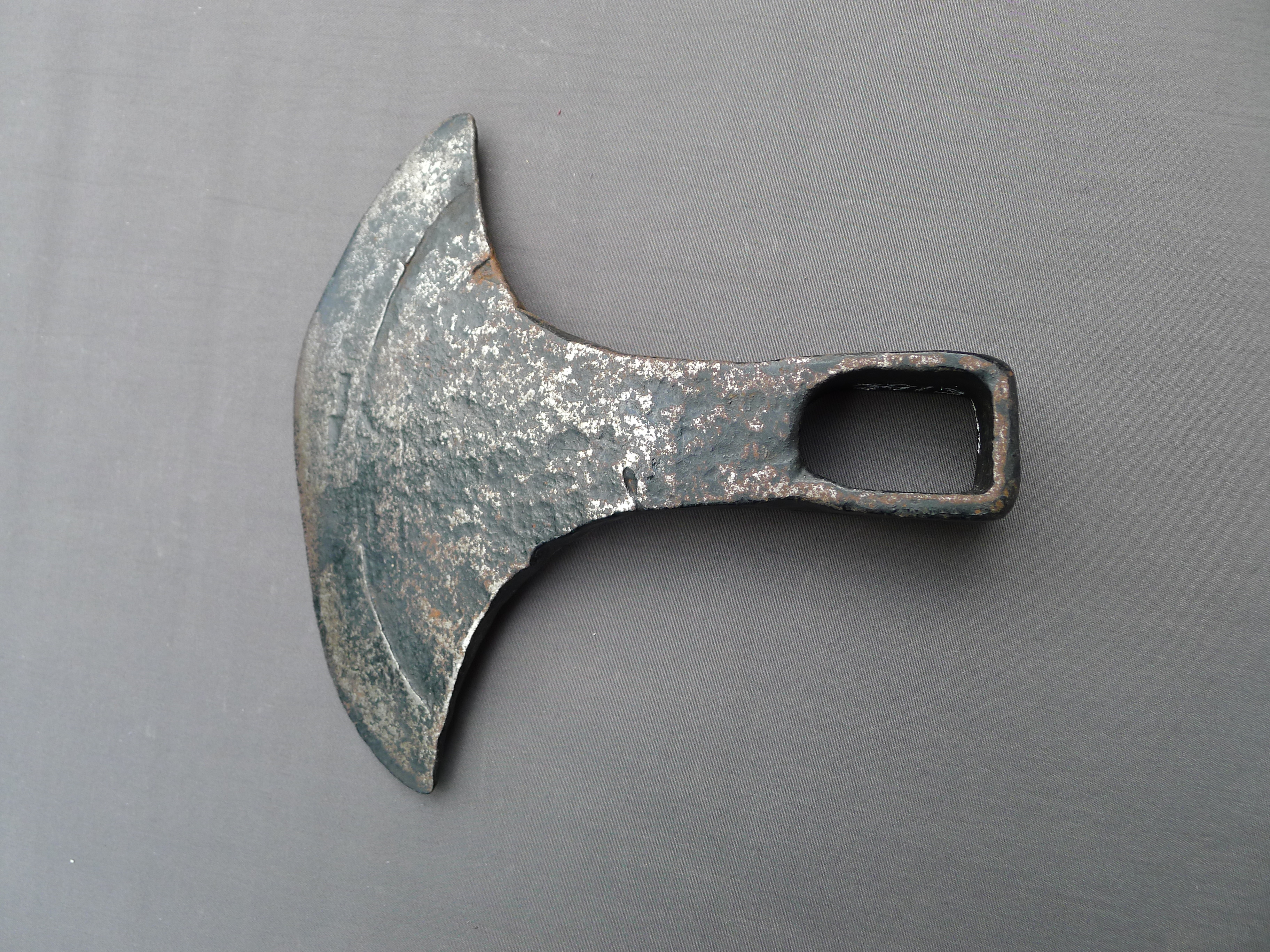
Herminette de type viking.
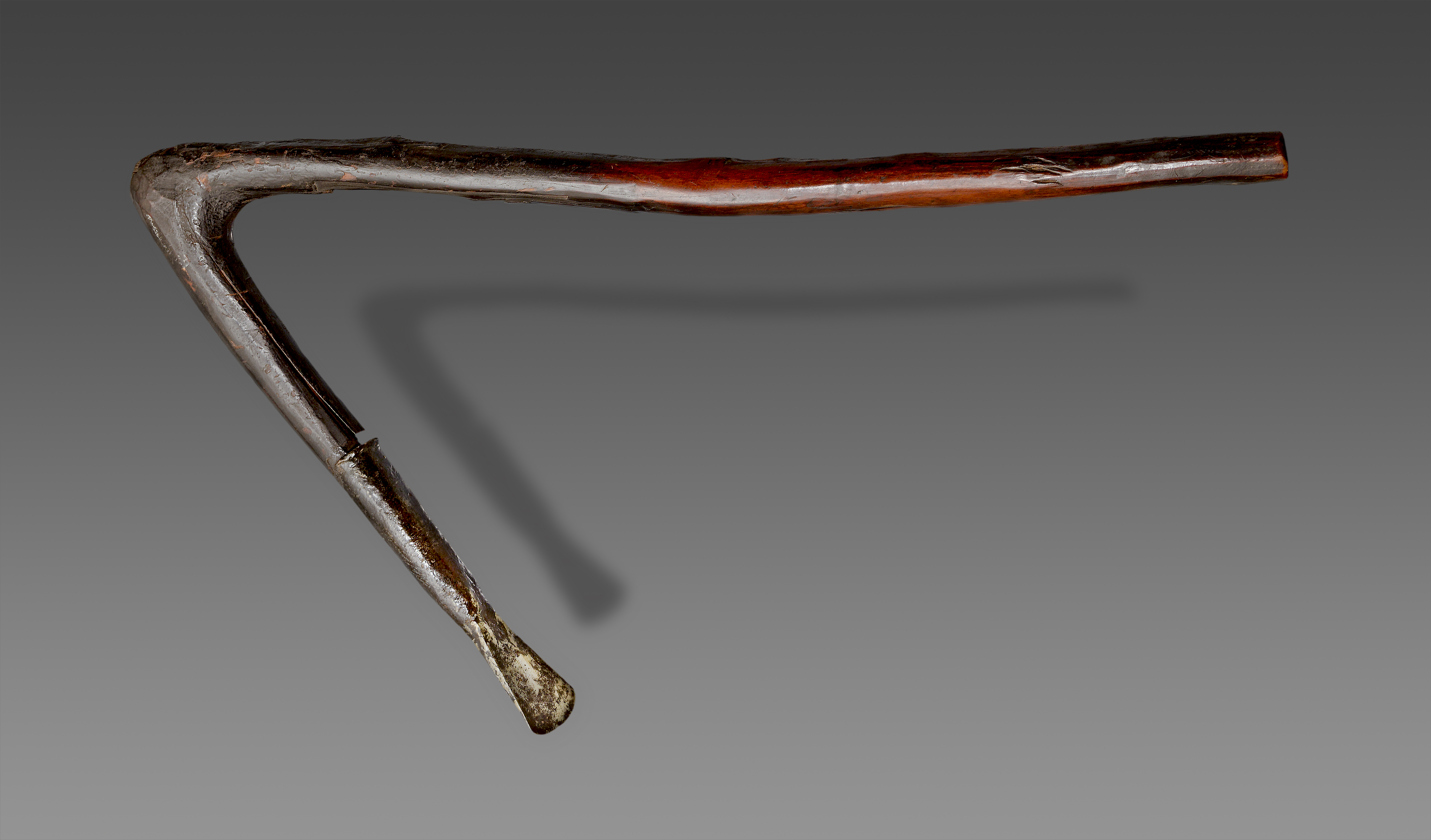
Herminette, Sénégal XIXe siècle Coll.Gallieni. MHNT
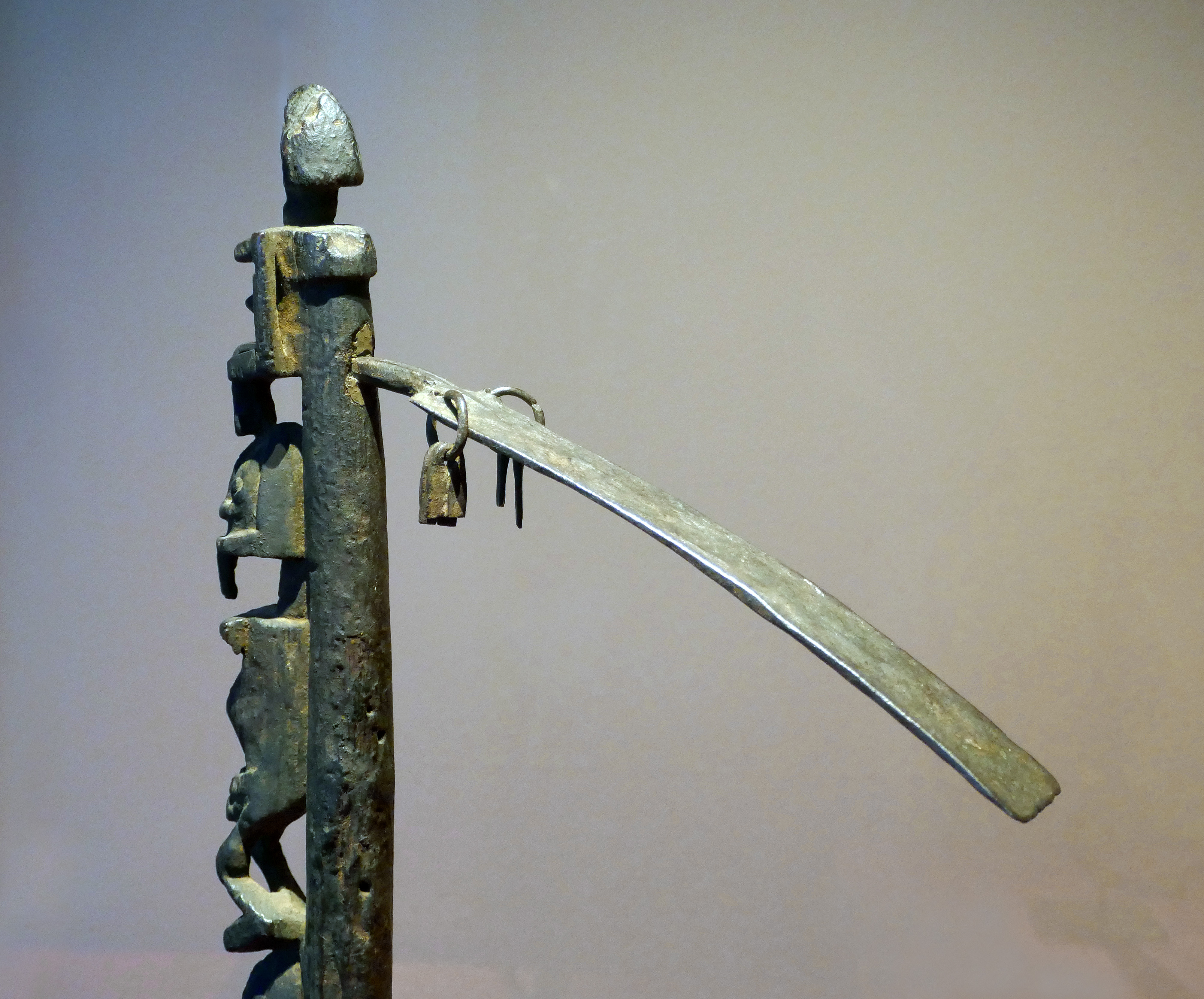
Détail d'herminette cérémonielle Dogon[6].